# Robert Fischell
Robert Fischell (10 februari 1929) is een Amerikaans natuurkundige en uitvinder met meer dan 200 octrooien op zijn naam (waarvan de helft medisch). Zijn uitvindingen hebben geleid tot het opstarten van diverse biotechnologische bedrijven. 

## Biografie
Fischell behaalde in 1951 zijn bachelor Mechanical Engineering aan de Duke University. Hij is 25 jaar fulltime en 13 jaar parttime verbonden geweest aan het Johns Hopkins University Applied Physics Laboratory. Hier werkte hij aanvankelijk voor NASA aan de ontwikkeling en het vergroten van de betrouwbaarheid van satellieten.  Tot zijn succesvolle uitvindingen behoren pacemakers, vele stents, een implanteerbare insulinepomp en een implanteerbare defibrillator die met radiogolven geprogrammeerd wordt en communiceert met de "buitenwereld".
Hij behaalde in 1953 zijn master in natuurkunde aan de universiteit van Maryland. In 1996 ontving hij daarvan een eredoctoraat.
In 2005 doneerden hij en zijn inmiddels overleden vrouw 30 miljoen dollar aan de universiteit van Maryland voor het oprichten van het Fischell Department of Bioengineering en het Robert E. Fischell Institute for Biomedical Device. In 2006 ontving hij samen met zanger Bono en fotograaf Edward Burtynsky de TED Prize.